# نیروی دریایی عثمانی
نیروی دریایی امپراتوری عثمانی (ترکی: Osmanlı Donanması یا Donanma-yı Humâyûn) که با نام ناوگان عثمانی نیز شناخته می‌شود در اوایل قرن ۱۴ میلادی و پس از فتح قره‌مرسل در سال ۱۳۲۳ میلادی که اولین تجربه دریایی امپراتوری عثمانی بود تأسیس شد و این شهر (قره‌مرسل) به عنوان اولین منطقه کشتی سازی در امپراتوری عثمانی انتخاب شد.
حضور ناوگان عثمانی در بسیاری از نبردهای دریایی تاریخ به چشم می‌خورد به طوری که این ناوگان در دوران اوج خود تا اقیانوس هند نیز پیشروی کرد و در سال ۱۵۶۵ نمایندگانی را به اندونزی ارسال کرد.
به والاترین مقام نیروی دریایی عثمانی قپودان پاشا (کاپیتان پاشا) می‌گفتند. در سال ۱۸۶۷ به دستور وزارت نیروی دریایی عثمانی (ترکی: Bahriye Nazırı) این لقب به دریاسالاری (ترکی: Donanma Komutanları) تغییر کرد.
بعد از انحلال امپراتوری عثمانی و تشکیل جمهوری ترکیه در سال ۱۹۲۳ این نیروی دریایی فعالیت خود را تحت عنوان نیروی دریایی ترکیه ادامه داد.

## ناوگان ترک‌ها قبل از تشکیل امپراتوری عثمانی

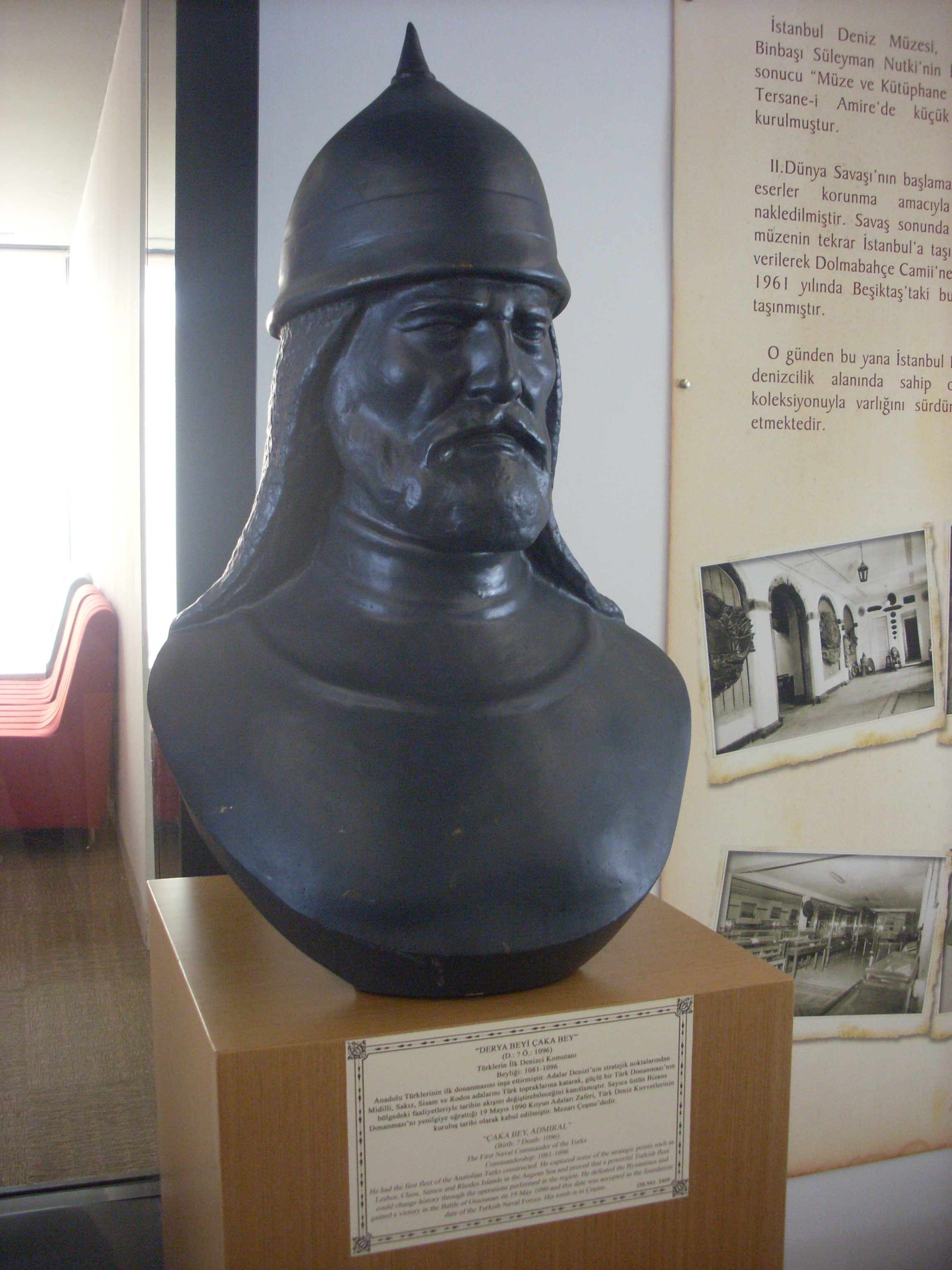
چاکا بی، بنیانگذار اولین ناوگان ترک

اولین ناوگان دریایی ترک که در منطقه آناتولی تشکیل شد شامل ۳۳ کشتی بادبانی و ۱۷ کشتی پارویی بود. این ناوگان پس فتح سمیرانا، اورلا، چشمه، فوچا و سفری‌حصار توسط چاکا بی در سال ۱۰۸۱ میلادی در بندر سمیرانا (ازمیر امروزی) به وجود آمد. ناوگان چاکا بی در سال ۱۰۸۹ به لسبوس و در ۱۰۹۰ به خیوس حمله کردند و در همین سال توانستند یکی از کشتی‌های ناوگان بیزانس را در نزدیکی خیوس شکست دهند و بدین ترتیب اولین پیروزی مهم ناوگان ترک آناتولی حاصل شد. در سال ۱۰۹۱ ناوگان چاکا به جزایر ساموس و رودس واقع در دریای اژه حمله کردند ولی این بار با مقاومت ناوگان بیزانس رو به رو شدند و شکست خوردند. در سال ۱۰۹۵ ناوگان ترک به بندر استراتژیک ادرمیت واقع در اژه و شهر آبیدوس واقع در تنگه داردانل حمله کردند.
علاءالدین کیقباد، سلطان سلجوقی روم پس از فتح آلانیا انبار مهماتی برای نیروی دریایی در این شهر بنا کرد. بدین ترتیب آلانیا به عنوان بندر اصلی ناوگان سلجوقی در دریای مدیترانه انتخاب شد.
بعد تر کیقباد ناوگانی در دریای سیاه و به مرکزیت سینوپ بنیان نهاد رهبری این ناوگان برعهده امیر چوپان بود. این ناوگان طی سال‌های ۱۲۲۰ تا ۱۲۳۷ مناطقی از شبه‌جزیره کریمه و سوداک واقع در دریای آزوف را فتح کرد.

## تشکیل ناوگان (۱۲۹۹–۱۴۵۳)

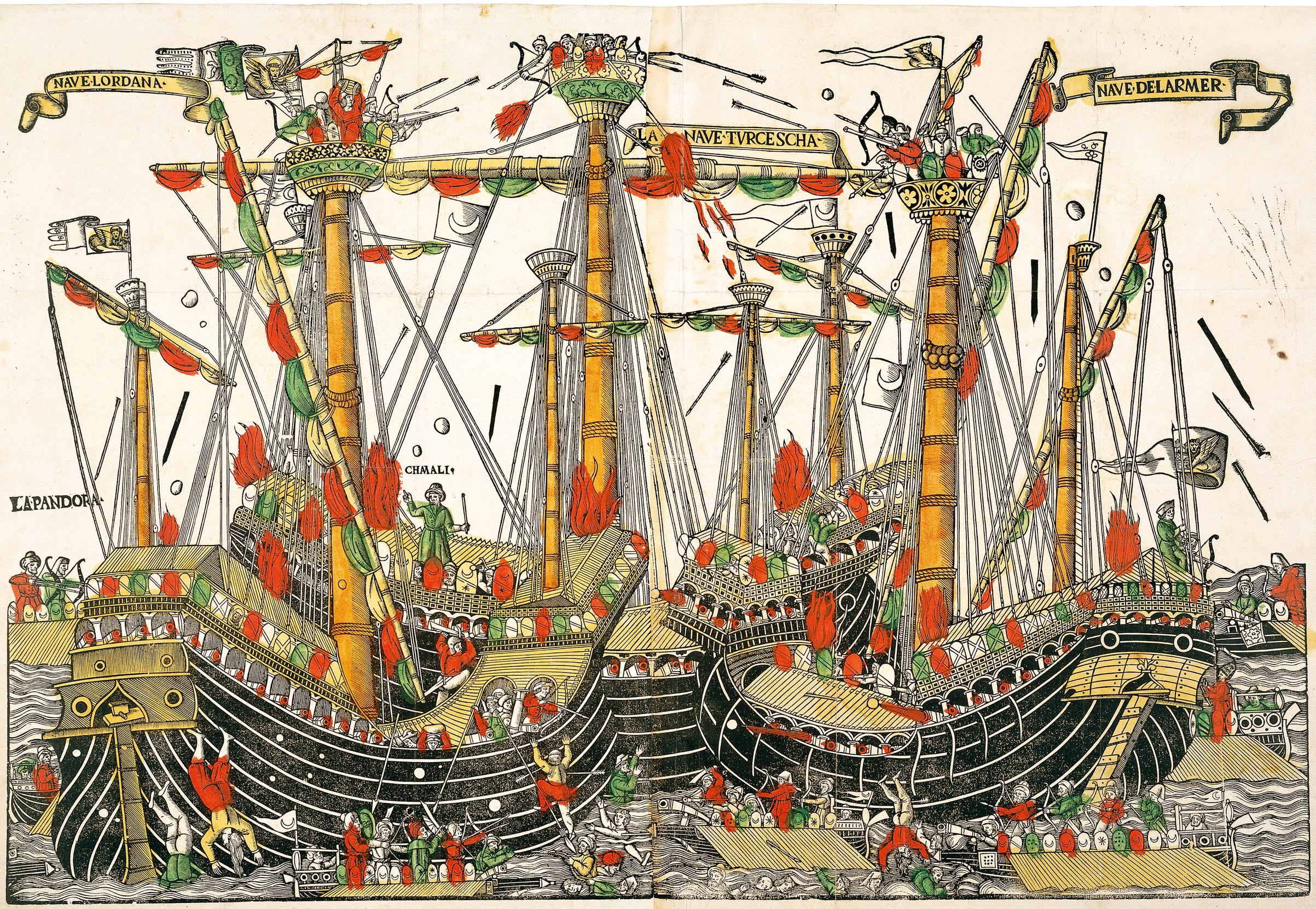
نبرد زونچیو، ۱۴۹۹ میلادی

فتح جزیره امرالی واقع در دریای مرمره در سال ۱۳۰۸ میلادی را می‌توان اولین پیروزی ناوگان عثمانی دانست. ناوگان عثمانی اولین لشکر کشی خود را در سال ۱۳۲۱ به تراکیه انجام داد. عثمانی‌ها اولین دژ اروپایی خود را در سال ۱۳۵۱ و اولین دژ آناتولیایی خود را در ساحل استراتژیک بسفر و در منطقه قسطنطنیه بنا کردند. هر دوی این دژها در ساحل استراتژیک داردانل قرار داشتند و توسط ناوگان عثمانی محافظت می‌شدند.
اولین لشکرکشی و اولین پیروزی نیروی دریایی عثمانی در دریای اژه هنگام حمله این لشکر به منطقه مقدونیه در سال ۱۳۷۳ انجام شد. به دنبال این لشکر کشی ارتش عثمانی توانست شهر سالونیک را در سال ۱۳۷۴ تصرف کند. طی سال‌های ۱۳۸۷ تا ۱۴۲۳ ناوگان عثمانی کمک شایانی به کشور گشایی‌های امپراتوری عثمانی در مناطق بالکان و سواحل دریای سیاه کرد. در پی حمله ارتش عثمانی به مناطق تحت سلطه جمهوری ونیز اولین جنگ ونیزی-عثمانی آغاز شد و از ۱۴۶۳ تا ۱۴۷۹ به طول انجامید.